# بايروم برامويل

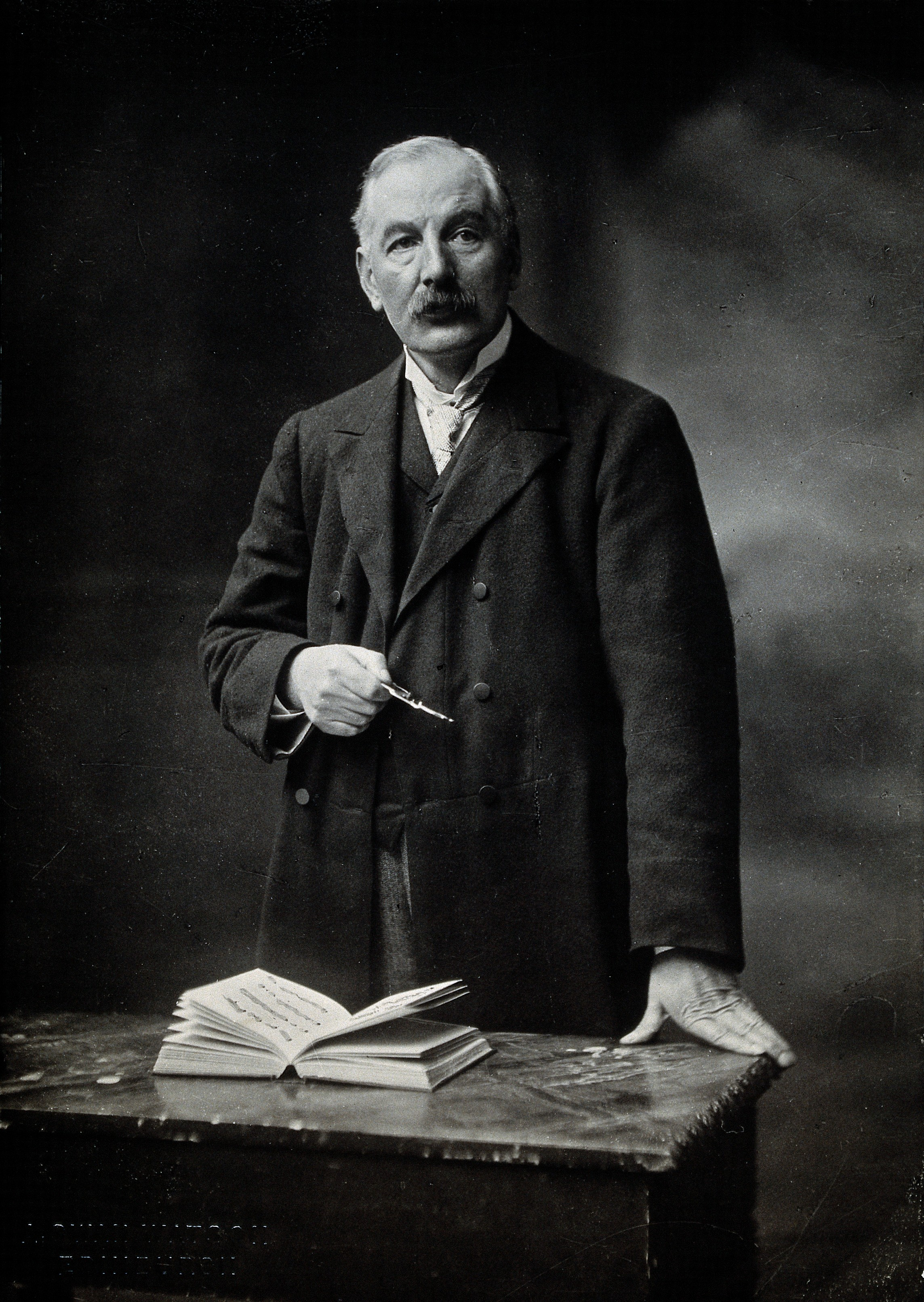
السير بايروم برامويل: صورة فوتوغرافية

السير بايروم برامويل (بالإنجليزية: Byrom Bramwell)‏ ـ (18 ديسمبر 1847 ـ 27 أبريل 1931) هو جرّاح مخ وكاتب وفنان طبي بريطاني. رأس كلًا من كلية الأطباء الملكية في إدنبرة وكلية الأطباء الملكية في لندن، وكان من رواد التعليم الطبي للفتيات.